# Az Olsen banda nyakig zűrben
Az Olsen banda nyakig zűrben (eredeti cím: Olsen-banden på dybt vand) 2013-ban bemutatott dán animációs film, amelynek a rendezője Jørgen Lerdam, producerei Tomas Radoor és René Ezra, a zeneszerzője Henrik Lindstrand és Bent Fabricius-Bjerre, az írója Tine Krull Petersen. A film a Nordisk film és az A. Film forgalmazásában jelent meg. Műfaját tekintve filmvígjáték és bűnügyi film. 
Dániában 2013. október 10-én mutatták be.

## Cselekmény
Bang Johansen, a kétes hírű üzletember el akarja adni egy még mindig titkos és nyilvánvalóan nagy jelentőségű dán találmányt, egy olajoptimalizáló gépet annak, aki a legtöbbet fizet érte. Az Olsen-banda, amely tudomást szerez az üzletről, mindenáron meg akarja ezt akadályozni. Egon Olsennek persze már van erre egy terve, amihez a bandának szüksége van egy sirályra, egy búvárruhára, egy gumicsónakra és egy vízirepülőre.

## Szereplők
| Szereplő                 | Színész              | Magyar hang       |
| ------------------------ | -------------------- | ----------------- |
| Egon Olsen               | Martin Buch          | Jakab Csaba       |
| Benny Frandsen           | Nicolaj Kopernikus   | Lux Ádám          |
| Yvonne Jensen            | Annette Heick        | Farkasinszky Edit |
| Kjeld Jensen             | Esben Pretzmann      | Elek Ferenc       |
| Dinamit Harry            | Lars Ranthe          | Galbenisz Tomasz  |
| Jensen                   | Henrik Lykkegaard    | Várkonyi András   |
| Holm                     | Jonas Schmidt        | Holl Nándor       |
| Bang-Johansen            | Søren Sætter-Lassen  | Borbiczki Ferenc  |
| Bang Bang Johnson        | Michael Carøe        | Faragó András     |
| Ilze Sturmhöfer          | Søs Egelind          | Kocsis Mariann    |
| David                    | Troels Walther       | Kapácsy Miklós    |
| Kirsten                  | Birgitte Raaberg     | Hábermann Lívia   |
| Vladimir Raszputyinovics | Vladimir Pintchevski | Katona Zoltán     |
| Jawad Al-Jalalahbad      | Hassan El Sayed      | Gyurin Zsolt      |
| Marit Myklebust          | Camille Buttingsrud  | Náray Erika       |
| További magyar hangok    |                      |                   |
| Vámos Mónika             |                      |                   |